# Поляков, Николай Петрович
Никола́й Петро́вич Поляко́в (По́лаков; 5 октября 1900 — 25 сентября 1974) — рыжий клоун (клоун-август), работавший в Российской империи, Советском Союзе и в Великобритании. Широкую известность имел его артистический образ «клоун Коко» (англ. Coco the Clown, не путать с персонажем мультфильмов Koko the Clown). Кавалер Ордена Британской империи.
Внесён в книгу рекордов Гиннесса как клоун с самыми большими башмаками (58-го размера).

## Биография
Родился в Двинске (Витебская губерния, ныне Даугавпилс в Латвии) в еврейской семье работников местного драматического театра. Отец работал бутафором, а мать костюмершей. Родители умерли рано, и Полякову пришлось самому зарабатывать, исполняя русские романсы под шарманку.
В 1908 прибился к бродячему цирку и ездил с ним по Российской Империи, развлекая публику. В цирке увлекся клоунадой. С 1909 года работал клоуном под руководством В. Е. Лазаренко в цирке Рудольфо Труцци (1860—1936). В 1915 году был зачислен в царскую армию, где служил в качестве курьера в 11-м Сибирском полку. В 1917 году во время Гражданской войны был призыван на службу в Красную армию, но сбежал. Вскоре был призван в Белую армию, но вновь сбежал, переодевшись в женский костюм монгольской артистки. После того, как политическая обстановка успокоилась, Поляков вернулся к работе в цирке. С 1919 года работал в Риге, где познакомился с будущей женой Валентиной Новиковой (1901—1983). С
1926 года — с собственно созданным цирковым коллективом при Союзгосцирке гастролировал по Советскому Союзу. Весной 1929 года выступал в цирке «Буш» в Берлине.
В 1929 году вместе с женой и двумя детьми перебрался в Великобританию. С 21 декабря 1929 до 18 января 1930 года работал в цирке Бертрама Миллза. С 1930 по 1933 год работает в крупнейшем английском зимнем цирке «Олимпия». В 1933—1934 годах с сыновьями вернулся в Латвию для гастролей в цирке. В 1941 году работал вместе с сыном Майком во фронтовых бригадах Британских войск. В 1942—1946 годах работал в цирке Блакпул Тоуэр, в 1946—1964 годах — в цирке Бертрамa Миллзa.
21 октября 1949 получил британское гражданство. В январе 1953 года Поляков был объявлен банкротом из-за задолженности по налогам. После известия о его несостоятельности, он получил сотни вкладов от детей, которые отправляли шестипенсовики и шиллинги, чтобы помочь любимому клоуну. В апреле 1957 года во время выступления на Челмсфорд был сбит и ранен транспортным средством под названием «Единственный автомобильный слон в мире». 15 января 1962 года стал героем телепрограммы Имона Эндрюса «Это ваша жизнь» на BBC.
В 1963 году он был принят кавалером[уточнить] ордена Британской империи «за заслуги в области безопасности дорожного движения среди детей». С 1963 года безопасность дорожного движения стала основной деятельностью Полякова. Он ненадолго вернулся в мир цирка в 1974 году, когда гастролировал с цирком братьев Робертс.
Выступал в паре с различными известными «белыми» клоунами, такими как Перси Хукстер, Олби Остин и Джеки Слоун, долгое время работал с Роландом. Несмотря на длительную эмиграцию, считал себя российским клоуном, а своим учителем Виталия Лазаренко.
Репертуар составляли классические антре: «Путешествие на Луну», «Денежный шкаф», «Отелло», «Ужин для директора», «Японская дуэль», «Динамит», «Отрава».
До конца жизни жил в большом автофургоне.
Во время одного из выступлений, балансируя на лбу самоваром с кипящей водой, ошпарился, но доиграв репризу до конца, ушёл за кулисы, где потерял сознание. Не долечившись, сбежал из больницы. Вскоре вернулся на манеж в один из самых знаменитых цирков Европы — «Буш» (Circus Busch-Roland). Последние лет десять работал с сыном Майклом (1923—2009).
Среди учеников — клоуны мистер Ву и мистер Чарльз.
Умер в возрасте 73 лет, оставив после себя 6 детей и массу учеников. Похоронен рядом со своей женой Валентиной в графстве Нортгемптоншир в церковном приходе Святой Марии, в деревушке Вудньютон. Вудньютон является домом для проведения Клоунского фестиваля (Clownfest).

## Память
На родине, в Даугавпилсе 17 августа 2019 года прошёл 1 Международный фестиваль уличных театров и клоунады, посвящённый Николаю Полякову.
Мина Хассани, внучка Николая Полякова, подарила городу трость и башмаки клоуна Коко.